# Hagieni (Ialomița)
Hagieni es una localidad rumana de la comuna de Mihail Kogălniceanu, en el condado de Ialomița.

## Geografía
La localidad se encuentra en la margen derecha del río Ialomița, entre Țăndărei y Lunca.

## Historia
Hacia comienzos del siglo XX, la localidad, que ya por entonces pertenecía al condado de Ialomița, formaba parte de la comuna homónima y tenía una población compuesta por 184 familias rumanas, 7 familias gitanas y 5 familias griegas.
En la segunda mitad del siglo XX la localidad había pasado a formar parte de la comuna de Mihail Kogălniceanu. En el censo de 2021 la localidad tenía una población de 23 habitantes.